# Goudsnippen
Goudsnippen zijn een familie van vogels uit de orde Steltloperachtigen. De familie telt 3 soorten.

## Kenmerken
Deze moerasbewonende vogels hebben korte, ronde vleugels. Het lichaam is aan de bovenzijde bruinachtig en aan de onderzijde wit. De snavel is aan de top iets verdikt en gegroefd en gevoelig voor de bewegingen van prooidieren. De ogen staan zijdelings van de kop, zodat met één oog een gezichtsveld van 180 graden kan worden bestreken. De lengte bedraagt ± 25 cm.

## Leefwijze
Het voedsel bestaat uit wormen, insecten, schaaldieren en weekdieren, die de vogel uit de modder plukt.

## Verspreiding en leefgebied
Een enkele soort bevindt zich van Japan tot Australië en westelijk tot in Afrika, terwijl de andere soort in Zuid-Amerika leeft.

## Voortplanting
Het grotere vrouwtje heeft omgang met meerdere mannetjes, hetgeen polyandrie wordt genoemd. Het nest wordt gebouwd door het mannetje, die tevens de eieren bebroed en de zorg draagt over de jongen.

## Taxonomie
- Geslacht Nycticryphes
  - Nycticryphes semicollaris (Pampasnip)
- Geslacht Rostratula
  - Rostratula australis (Australische goudsnip)
  -  Rostratula benghalensis (Goudsnip)

Vechtkwartels · Jacana's · Goudsnippen · Krabplevieren · Scholeksters · Ibissnavels · Steltkluten en kluten · Grielen · Renvogels en vorkstaartplevieren · Kieviten en plevieren · Magelhaenplevieren · Strandlopers en snippen · Kwartelsnippen · Trapvechtkwartels · Goudsnippen · IJshoenders · Jagers ·Pluvianidae (krokodilwachter) · Meeuwen, schaarbekken en sterns · Alken